# 2004년 하계 올림픽 아메리칸사모아 선수단
2004년 하계 올림픽 아메리칸사모아 선수단은 그리스 아테네에서 개최된 2004년 하계 올림픽에 참가한 올림픽 아메리칸사모아 선수단이다.

## 역도
남자
| 선수          | 세부 종목   | 인상 | 인상 | 용상 | 용상 | 합계 | 합계 |
| 선수          | 세부 종목   | 기록 | 순위 | 기록 | 순위 | 기록 | 순위 |
| 엘레이 랄리오 | 남자 헤비급 | 125  | 15   | 170  | =13  | 295  | 14   |

## 육상

### 남자
트랙 및 도로 경기
| 선수              | 세부 종목 | 예선  | 예선 | 준준결선  | 준준결선  | 준결선    | 준결선    | 결선      | 결선      |
| 선수              | 세부 종목 | 기록  | 순위 | 기록      | 순위      | 기록      | 순위      | 기록      | 순위      |
| 켈세이 나카넬루아 | 100m      | 11.25 | 7    | 진출 실패 | 진출 실패 | 진출 실패 | 진출 실패 | 진출 실패 | 진출 실패 |

## 참고 자료
- (영어) “American Samoa at the 2004 Athina Summer Games”. SR/Olympic Sports. 2011년 9월 17일에 원본 문서에서 보존된 문서. 2011년 10월 10일에 확인함.